# Фёренберге
Природный парк Фёренберге (нем. Naturpark Föhrenberge, букв. «сосновые горы») расположен в Австрии, практически у юго-западной границы Вены. Площадь парка составляет 6516 га в земле Нижняя Австрия, в восточной части Венского Леса. Административно относится к округам Брун-ам-Гебирге, Винервальд, Гаден, Гисхюбль, Гунтрамсдорф, Кальтенлойтгебен, Мария-Энцерсдорф, Мёдлинг, Перхтольдсдорф и Хинтербрюль. Доступ в парк свободный.
Название происходит от сосны чёрной, произрастающей в парке. Тем не менее, леса здесь не являются чисто хвойными — лиственных деревьев много, а местами они преобладают. В лесах встречаются олени, лисы. Помимо лесов, к парку относится также небольшая Перхтольдсдорфская пустошь, где обитают европейские суслики.
Кроме природы, в парке немало и рукотворных достопримечательностей, в том числе: замок Лихтенштайн, Храм гусаров, руины замка Мёдлинг. На вершинах некоторых гор сооружены смотровые башни высотой 10—15 м. Они не являются типовыми сооружениями и отличаются друг от друга. Большинство представляет собой стальные фермы с дощатым настилом наверху, но например Wilhelmswarte на вершине Аннингера сложена из камня.
Внутри Фёренберге находится и другой, огороженный природный парк — Шпарбах. Также практически внутри находятся поселения коммуны Хинтербрюль и проходит автобан A21 — он фактически разделяет парк на северную и южную части.
В парке имеется много ресторанов, оборудованных мест для отдыха, больших лугов, а также несколько детских игровых площадок. Это популярное место активного отдыха для жителей Вены — порядка 10—15 минут пешком от ближайшей остановки общественного транспорта. Дорожки преимущественно гравийные или грунтовые, но довольно широкие. Одна из главных «улиц» северной части парка — Hochstraße — после первоначального (со стороны Вены и Перхтольдсдорфа) подъема идет без значительных перепадов высот на уровне 500—550 м через весь парк; на ней часто встречаются велосипедисты. Основные пути размечены, на развилках указатели и информационные стенды, поэтому заблудиться здесь малореально.
Как и остальная территория Венского леса, Фёренберге состоит из невысоких гор. Высочайшей точкой является гора Аннингер в южной части парка, высотой 675 м над уровнем моря. Полный перепад высот составляет около 400 м.

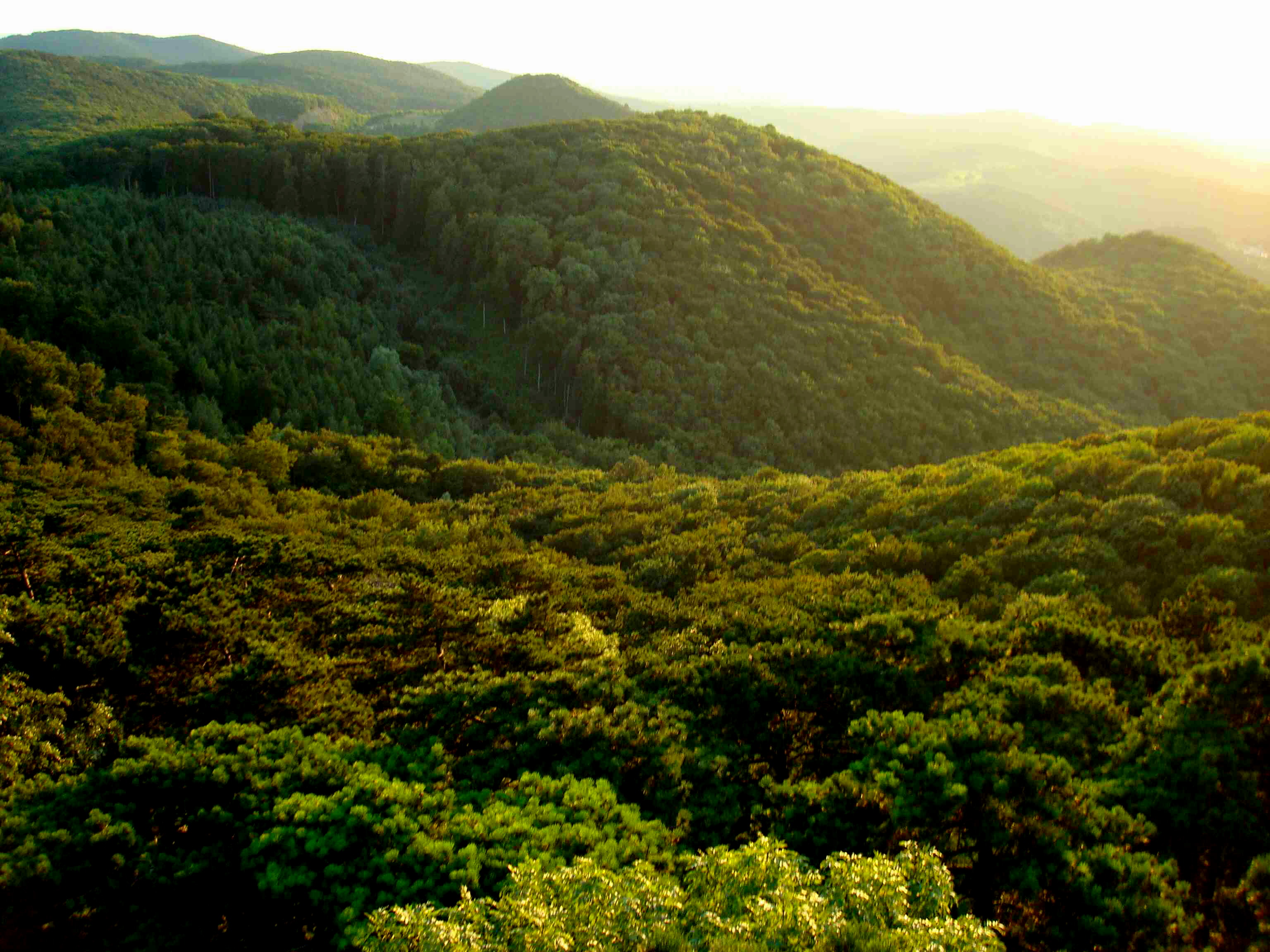
Горы и леса
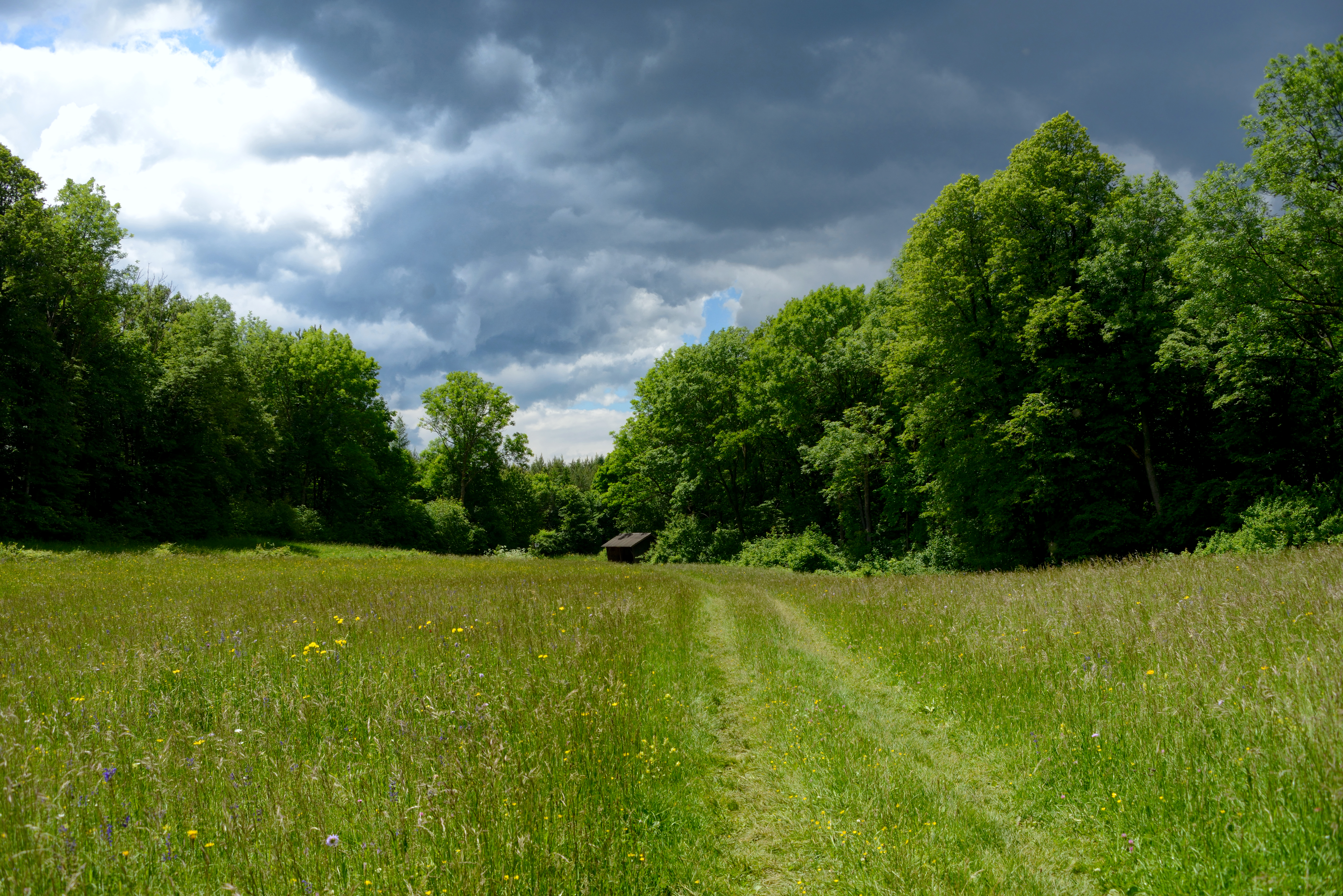
Луг в северной части
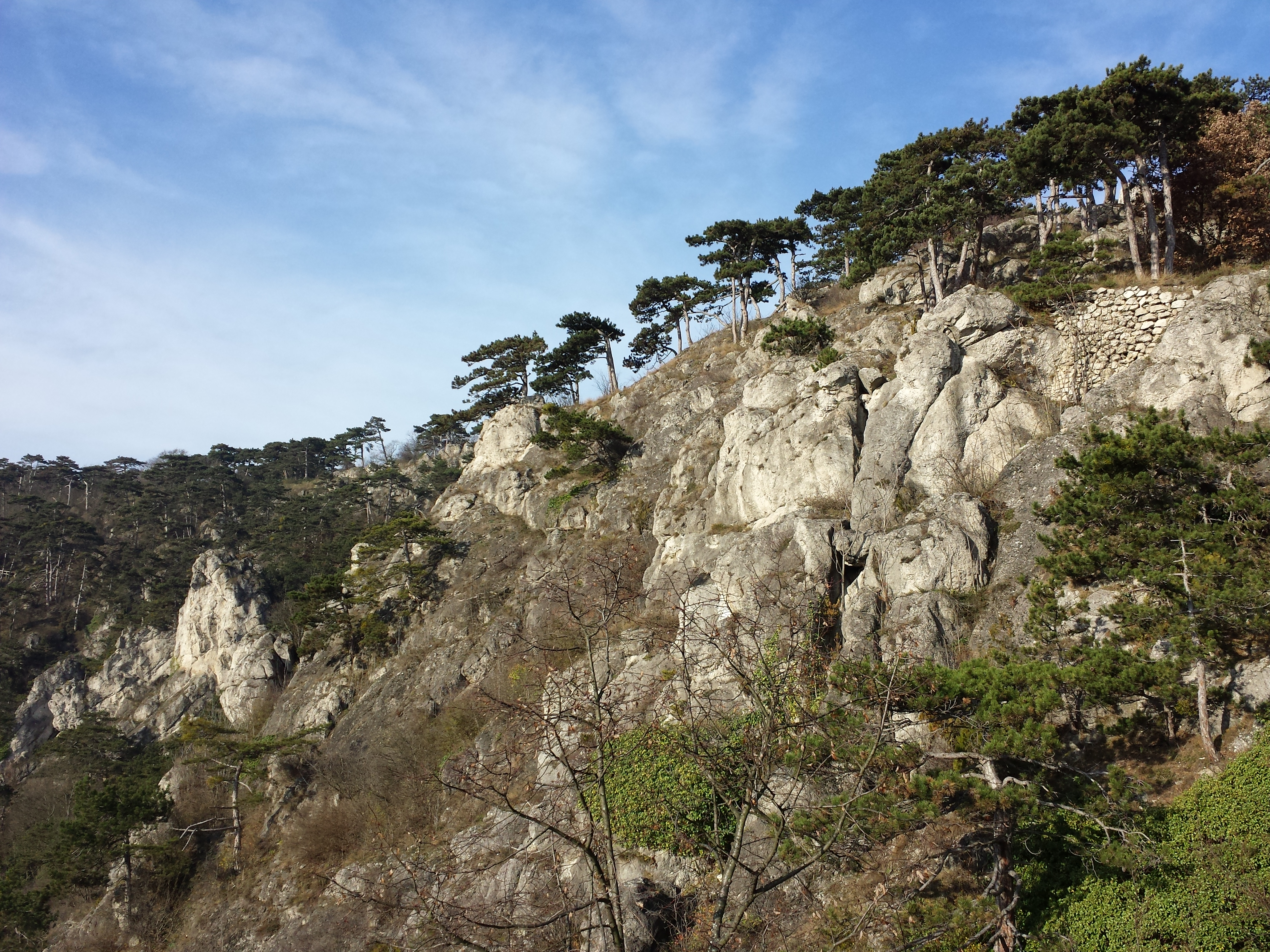
Доломитовые скалы вокруг долины реки Мёдлинг
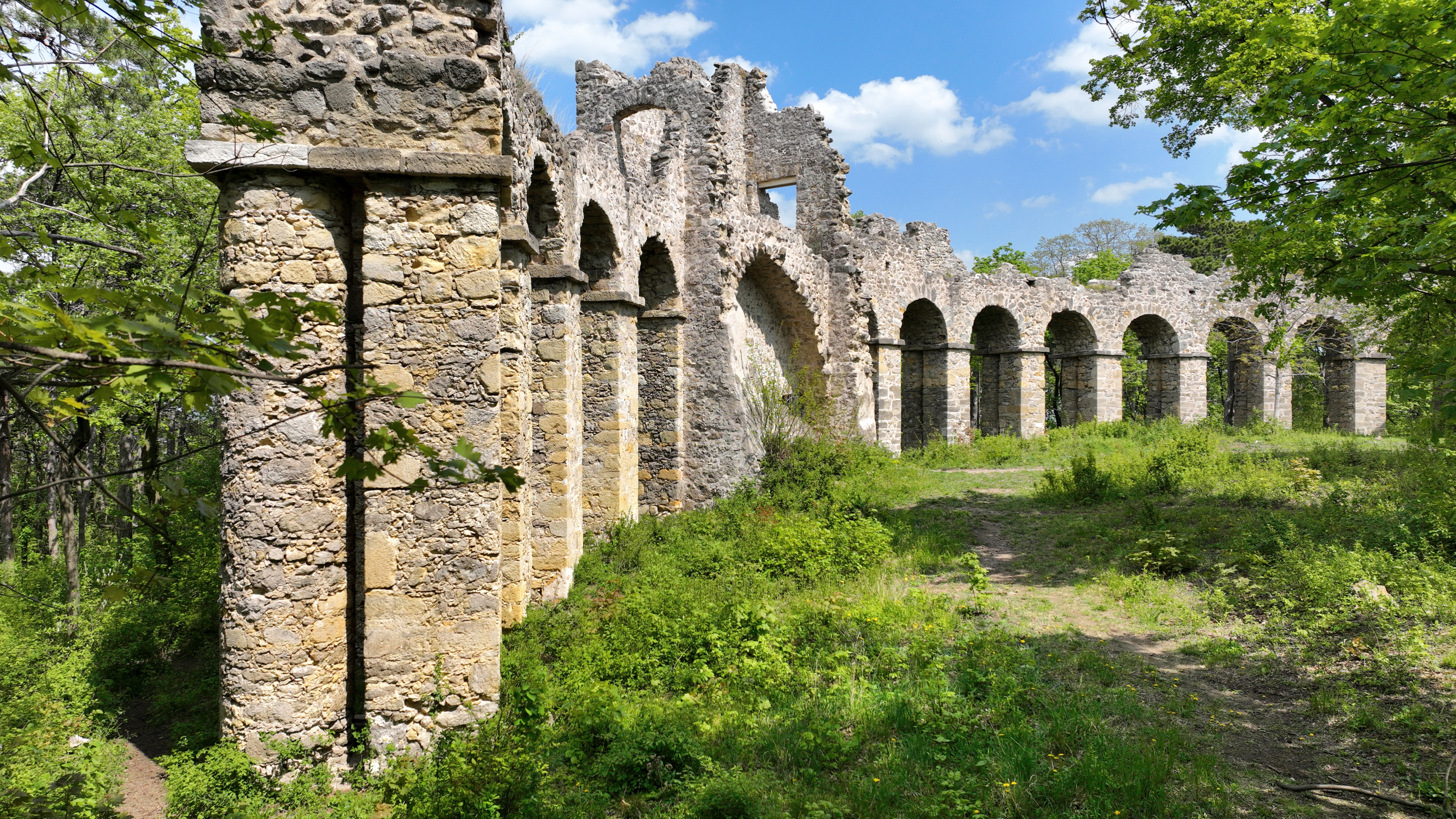
Псевдоримские развалины (начало XIX века)
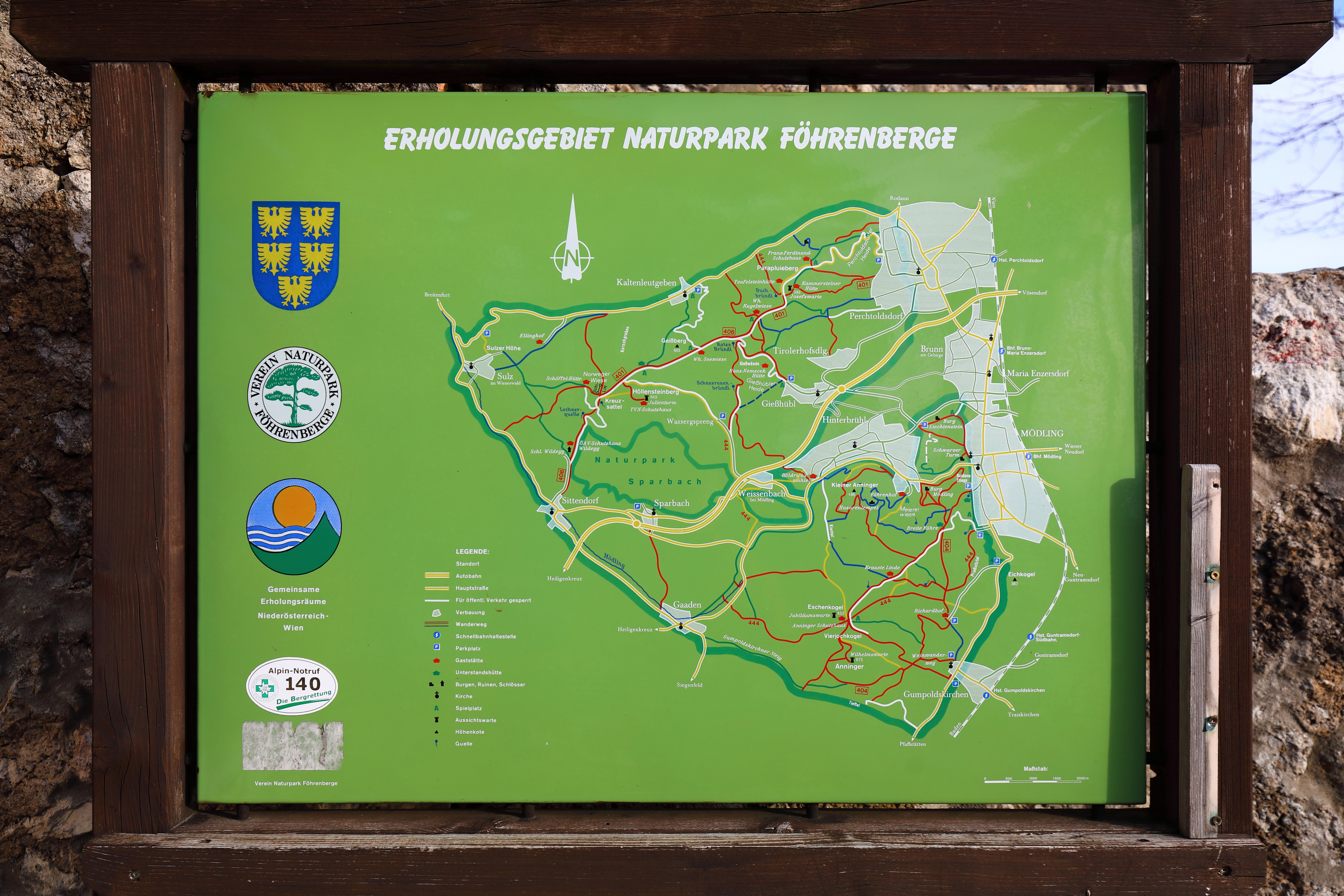
Информационный стенд с картой парка